# Trevor Morgan
Trevor Morgan est un acteur américain, né le 26 novembre 1986 à Chicago.

## Biographie
Trevor John Morgan est né à Chicago (Illinois) ; il a trois frères et sœurs aînés. Un de ses frères, Joey Morgan, est également devenu acteur. 
Ses parents, Lisa Morgan et Joe Borrasso, travaillent aux MbM Studios, société de développement et de production de talents. Quand Morgan a 5 ans, sa famille déménage dans le comté d'Orange, en Californie, où il apparaît dans diverses campagnes publicitaires. En 1997, la famille s'installe à Los Angeles, afin qu'il puisse poursuivre une carrière d'acteur. 

## Filmographie
- 1997 : Urgences (ER) (série télévisée) : Scott Anspaugh
- 1998 : Chienne de vie ! (In the Doghouse) (téléfilm) : Dylan Wagner
- 1998 : Une famille à l'essai (Family Plan) : Alec Mackenzie
- 1998 : Barney's Great Adventure de Steve Gomer : Cody Newton
- 1999 : Souvenirs d'avril (I'll Remember April) : Duke Cooper
- 1999 : Sixième Sens (The Sixth Sense) : Tommy Tammisimo
- 1999 : Savant en herbe (Genius) (téléfilm) : Charlie Boyle aka Chaz Anthony
- 2000 : The Patriot : Le Chemin de la liberté (The Patriot) : Nathan Martin
- 2000 : Le rumeur des anges (A Rumor of Angels) : James Neubauer
- 2001 : Jurassic Park III : Erik Kirby
- 2001 : La Prison de verre (The Glass House) : Rhett Baker
- 2002 : Rêve de champion (The Rookie) : Young Jimmy
- 2003 : The Flannerys (téléfilm)
- 2003 : Uncle Nino : Bobby Micelli
- 2004 : Mean Creek : Rocky Merric
- 2005 : Empire Falls (téléfilm) : Zack Minty
- 2005 : The Prize Winner of Defiance, Ohio de Jane Anderson : Bruce Ryan à 16 ans
- 2006 : Local Color : John Talia Jr
- 2006 : Off the Black : Dave Tibbel
- 2008 : Enquête rapprochée (My Mom's New Boyfriend) : Eddie
- 2008 : Chasing 3000 (en) : Mickey
- 2009 : Sanctuary (série télévisée) : Colin Hanson
- 2010 : Wake (Beneath the Dark) de Chad Feehan : Jason
- 2010 : Brotherhood : Adam
- 2010 : Ghost Whisperer : Danny Seitz (saison 5, épisode 20)
- 2011 : The Defenders (série télévisée) : Mike Wayne
- 2011 : Vampire de Shunji Iwai :

## Distinctions

### Récompenses
- 2005 Mention spéciale d'attribution : Mean Creek
- 2006 Prix du président : "Star à l'horizon" Local Color

### Nominations
- 1999 Teen Choice Award : "Film - Choix Sleazebag" Sixième Sens.
- 1999 Young Artist Awards : "Meilleure performance dans une série dramatique TV - Soutenir les jeunes Acteur" Urgences.
- 2000 Young Star prix : "Meilleur jeune acteur / performance dans un film dramatique" The Patriot: Le chemin de la liberté.
- 2000 Young Artist Award : "Meilleure performance dans un téléfilm ou pilote" - Savant en herbe.
- 2001 Young Artist Award : "Meilleure Ensemble dans un long métrage" The Patriot: Le chemin de la liberté .
- 2001 Young Artist Award : "Meilleure Performance dans un long métrage" - La Prison de verre.
- 2002 Young Artist Award : "Meilleur jeune acteur / performance dans un long métrage" - La Prison de verre.